# Powerful People (nummer)
"Powerful People" is een nummer van de Canadese zanger Gino Vannelli. Het nummer verscheen op zijn gelijknamige album uit 1974. Op 17 januari 1975 werd het nummer uitgebracht als de tweede en laatste single van het album.

## Achtergrond
"Powerful People" is geschreven door Vannelli en geproduceerd door Vannelli, zijn broer Joe Vannelli en Herb Alpert. Het is uitgebracht op het platenlabel A&M Records, opgericht door Alpert. In het nummer worden de gedachten van een moedeloos en machteloos persoon beschreven. Het werd enkel in Noord-Amerika en Nederland uitgebracht als single en kwam alleen in zijn thuisland Canada in de hitlijsten terecht, waar het op plaats 34 piekte. Desondanks bleek het een van zijn populairste nummers en stond het in Nederland tot 2011 regelmatig in de NPO Radio 2 Top 2000, met plaats 1074 in 2002 als hoogste notering.

## NPO Radio 2 Top 2000
| Nummer met noteringen in de NPO Radio 2 Top 2000 | '00  | '01 | '02  | '03  | '04  | '05  | '06  | '07  | '08  | '09  | '10  | '11  |
| ------------------------------------------------ | ---- | --- | ---- | ---- | ---- | ---- | ---- | ---- | ---- | ---- | ---- | ---- |
| Powerful People                                  | 1350 | -   | 1074 | 1895 | 1385 | 1239 | 1536 | 1472 | 1475 | 1583 | 1592 | 1905 |

1. ↑  Een '-' betekent dat het nummer niet was genoteerd en een vetgedrukt getal geeft de hoogste notering aan.
2. ↑  2000 was het eerste jaar met een notering voor dit nummer.
3. ↑  Deze tabel is bijgewerkt tot en met de laatste editie (2024).